# Assemblée du peuple (Égypte)
Pour les autres articles nationaux ou selon les autres juridictions, voir Assemblée du peuple.
Assemblée nationale Chambre des représentants
L'Assemblée du peuple (en arabe : مجلس الشعب, Maglis al-Shaa'b) est la chambre monocamérale de 1971 à 1980 puis la chambre basse jusqu'en 2012 du parlement de l'Égypte sous la Constitution de 1971.

## Historique
L'Assemblée du peuple est instituée en 1971. En 1980, avec la création d'une chambre haute, le Conseil consultatif, elle devient la chambre basse du Parlement égyptien.
Elle joue un rôle plus important dans la préparation des lois et les tâches législatives que le Conseil consultatif. Après la  Révolution égyptienne de 2011, l'assemblée désigne les membres de l'Assemblée constituante égyptienne.
Le 14 juin 2012, la Haute Cour constitutionnelle dissout le parlement et ordonne de nouvelles élections, arguant de l'invalidation de l'élection d'un tiers de ses membres. Le 9 juillet, le président Mohamed Morsi annule la décision de la Haute Cour et demande à l'Assemblée de se réunir, tout en confirmant que de nouvelles élections se tiendront sous 60 jours,.
Avec la promulgation de la Constitution de 2012, elle est remplacée par la Chambre des représentants.